# Тоня Борисова
Тоня Борисова е българска поетеса, актриса и писателка.

## Биография
Родена е на 13 ноември 1952 в гр. Димитровград, Хасковска Област. Завършва с отличие българска филология във Великотърновския университет „Св. св. Кирил и Методий“ и кинопедагогика във ВИТИЗ „Кр. Сарафов“ – София.
Тоня Борисова е омъжена за Александър Борисов – режисьор-оператор, фотограф и художник. Има три деца – Милена Карабялова, Сълзица Борисова, Гергин Борисов.

## Творческа дейност
Пише поезия, проза, публицистика, литературна критика, сценарии за филми. Редактира книги. Създава песни по свои стихове.
Работи като актриса на свободна практика.

### Спектакли и рецитали
По свои поетични книги е реализирала над 680 авторски поетично-музикални спектакъла, на които е често е организатор, сценарист и режисьор, изпълнител на стиховете и на песни от всички фолклорни области на България. Спектаклите са различни по вид и продължителност: от 30-минутен моноспектакъл до грандиозен концерт-спектакъл с участието на изтъкнати певци, инстументалисти, музиканти, оркестри, хорове, фолклорни формации и ансамбли, между които: народните певци – Вълкана Стоянова, Валя Балканска, Янка Рупкина, Елена Граматикова, Елена Божкова, Галина Дурмушлийска, Данислав Кехайов; Красимир Станев, Мария Маркова – Халачева; инструменталистите: Петър Янев – гайда, Теодосий Спасов, Данчо Радулов и Петър Дойчев – кавал; Димитър Лавчев – гъдулка, поппевците: Ваня Костова и Боян Михайлов, Мария Нейкова, Йорданка Христова; оперните гласове: проф. Павел Герджиков – бас, Пенка Дилова – мецосопрано, Мариана Паунова – контралт (Метрополитен опера); проф. Катя Чуклева – сопран, Плама Христова – контраалт („Театро Фениче“, Италия); Станислава Стойчева – сопран (Германия); Надя Клинчарова – Варионова – сопран (Щатс Опера); пианистите – проф. Херма ван Шайк Ламбермонт (Холандия), проф. Мария Червенлиева, д-р Анжела Тошева, маестро Валентин Стамов, виртуозът Петър Петров; Йосиф Радионов – цигулка и др.
Реализирала е съвместни авторски концерт-спектакли с фолклорните ансамбли: „Пирин“ – Благоевград, „Тунджа“ – Ямбол, „Гоце Делчев“ – София, „Мездра“ – Община Мездра, „Странджа“ – Бургас; „Искра“ – В. Търново; „Зорница“ – София, „Минск“ (Беларус), „Български ритми“ (Братислава и Нитра), „Китка“ (Виена), както и с десетки самодейни състави и млади таланти от цялата страна.
По стихове от свои книги е направила множество спектакли съвместно с хоровете „Мистерията на българските гласове“, „Бодра смяна“, „Гусла“, „България“, „Акад. Петко Стайнов“; с оркестрите – „Сите българи заедно“, „Пловдив“, „Видинска филхармония“, квартет „Еолина“, дамските камерни оркестри „София“ и „Сезони“.
Активно работи за съхраняване на фолклорното богатство, като водеща на национални и международни фестивали.
По стиховете ѝ са композирали акад. Марин Големинов, проф. Херма ван Шайк Ламбермонт (Холандия), проф. Александър Йосифов, проф. Кирил Стефанов, Божидар Гатев, Стефан Диомов, Валери Костов, маестро Валентин Стамов, д-р Анжела Тошева и др. Тоня Борисова също пише и изпълнява песни по свои стихове. Работила е с диригентите – Росица Баталова, проф. Дора Христова, проф. Дора Бонева, Свилен Симеонов, Петър Димитров, Красимира Спиридонова, Маестро Валентин Бобевски, Петър Матев, Мария Маркова – Халачева и др.

### Публикации в антологии и сборници
Има над 400 публикации в литературния и периодичен печат, сборници и антологии.
Участвала е в много сборници и антологии, между които:
- „Янтра и Вроскла имат едни брегове“ (на български и украински език);
- „Антология на съвременната българска поезия“ (на български и португалски език, Лисабон);
- „Сребърни струи“;
- „Търновград“;
- „Романтика“;
- „Поезия-‘79“;
- „Маскарад“;
- „Тракийска лира“.
- „Културна палитра“;
- „Под лъчите на слънцето“ и др.

Стиховете ѝ са превеждани на френски, немски, английски, украински, руски, потругалски, турски, чувашки, башкирски, татарски, есперанто и фарси.
Многократно нейни стихове звучат по БНР и по други радиостанции. Националните и частни телевизии с национален и регионален обхват излъчват нейни филм-портрети и спектакли; отразяват цялостната ѝ дейност.

### Книги
- „Приказка за Добротата“ – съвместно с дъщеря си Сълзица Борисова, която на седемгодишна възраст рисува картинния разказ, към който са написани стиховете. Пет от изданията са реализирани от Фондация „Сълзица за Вас“. През 1999 г. „Приказка за Добротата“ е одобрена от МОН за учебно помагало по родна реч и изобразително изкуство за предучилищна и начална степен на обучение. С нея работят детски градини и училища в България, както и редица български училища в чужбина, между които са тези в Амстердам, Виена, Отава, Чикаго, Ню Джърси, Линц, Залцсбург, Цариброд и др.
- „Жива памет“ – 1997 г., София. Поетична книга, посветена на завръщането към корените на българщината и съхраняване на традициите, на родовата и историческа памет. Повече от 370 пъти е представяна като спектакъл.
- „Царевград Търнов - Всеславният“ – 2000 г. Поетична книга, посветена на старата българска столица. Тя е първа от авторската ѝ библиотека „Кладенци“.
- „Път от Светлина в Безкрая“ – 2016 г. Поетична книга, роман в стихове, в памет на съпруга ѝ Александър Борисов.

### Сценарии на документално-художествени филми
Тоня Борисова е сценарист на 45 авторски документално-художествени филма от Проекта „Пътеки към Душата на България“ заснети от съпруга ѝ Александър Борисов – режисьор-оператор. Филмите са продуцирани от Фондация „Сълзица за Вас“ (председателствана от Тоня Борисова).
- „Сезонът на голямото очакване“ – 2005 г. Музикално-поетична импресия за старинния Несебър, представяща различен поглед върху живота на града през зимата – Сезонът на голямото очакване.
- „Чонгара – завръщане към корените“ – 2006 г. Филмът проследява пътуването на група потомци на бежанци от Беломорска и Одринска Тракия до Истанбул и до село Чонгара – сега Джевизкьой. Заснет е в Турция.
- „От раклите на паметта“ – 2007 г. Филм за автентичния еркечки фолклор, представен от самодейките от село Гюльовца, Общ. Несебър.
- „Странджа – огнена и вечна“ – 2007 г. Филмът разглежда тревожните проблеми на природния парк и борбата за неговото опазване. Успешно е представян на Международните филмови фестивали „Златен ритон“ – 2007 г., Първи екофестивал в София, 2007 г. и на БАЛФЕСТ – 2008 г., Пловдив. Награди: Международен кинофестивал БАЛФЕСТ Пловдив'2008 – Почетен диплом за сценарий
- „Пътеки към Душата на България“ – 2007 г. Поетично-музикален филм по стихове и в изпълнение на поетесата и актрисата Тоня Борисова – първа част. Втората остава незавършена, поради кончината на режисьор-оператора Александър Борисов.
- „До Коляното на Господ“ – 2008 г. Художествено-документален филм за село Очин дол, община Мездра. Почетна награда на журито за операторско майсторство – „Без дубъл“ и награда за сценарий от Международния кинофестивал БАЛФЕСТ – Пловдив'2008
- „Дар от Сълзица“ – 2008 г. Документален филм за благотворителната дейност на младата художничка Сълзица Борисова и Фондация „Сълзица за Вас“. Награда за сценарий от Международен кинофестивал БАЛФЕСТ Пловдив'2008;
- „Пъстър килим, Еньова китка“ – 2009 г. Филмът е посветен на килимарството в България и заслугите за опазването и развитието му на Димитър Велев. Заснет е по време на обща изложба на баща и дъщеря – Димитър и Мария Велеви. Награда от БАЛФЕСТ, 2009 г. – плакет от Община Сопот за художествени постижения.

Творческият тандем Тоня и Александър Борисови е създал също и филмите:
- „Молитва за България“ – 1992 г. Филм-концерт на Тоня Борисова с участието на Пенка Дилова – мецосопрано, Катя Чуклева – сопрано, Петър Петров – пиано и композитора Божидар Гатев;
- „Вечната и святата“ – 1993 г. Художествено-документален филм в три серии отразяващи турнето на проф. Херма ван Шайк Ламбермонт – пианистка и композиторка от Холандия. Световни премиери на 5 камерни песни по стихове на Елисавета Багряна, по повод 100 годишнината от рождението на поетесата;
- „Жива Памет“ – 1995 г. – Филм-концерт на Тоня Борисова и Ансамбъл „Пирин“;
- „Приказка за златния боклук“ – 2005 г. – документално-публицистичен филм за борбата на екозащитниците за чиста София по време на екологичната криза през 2005 г. Филмът не е допуснат за излъчване по телевизията;
- „Копривщица помни“ – 2008 г. Документално-художествен филм за честванията на 132 години от Априлското въстание;
- „В каруцата“ – 2006 г. Очерков филм за писателя Иван Жеглов;
- „Първи национален детски олимпийски събор „ЮНАЧЕ“ – Несебър, 2006 г. Документален филм за възстановените след 60 годишно прекъсване юнашки събори;
- „Време за почивка“ – 2006 г. Документално-художествен филм за НЧ „Георги Парцалев“, град Левски;
- „Проф. Михаил Динев на 70 години“ – 2006 г. Документален, очерков филм в три серии;
- „Да изпееш живота си в песен“ – 2006 г. Документално-художествен филм за музикалната педагожка, диригент и певица Мария Маркова – Халачева;
- „В служение на „Великия Ням“ – две серии – 2006 г. и 2007 г. документален-музикален филм за Маестро Валентин Стамов;
- „Чародейката на Странджа“ – 2006 г. Музикален филм, за едноименната книга на проф. Михаил Букурещлиев, посветена на Магда Пушкарова;
- „Слънчева палитра“ – 2007 г. Художествено-документален филм за първия Национален пленер на учителите-художници в Каблешково;
- „Една поетеса, в един град, с едни приятели“ – 2007 г. Музикално-поетичен филм за спектакъла „Жива памет“ на поетесата Тоня Борисова в град Левски по покана на НЧ“Георги Парцалев“;
- „Национален Клуб Приятели на гоблена и шевицата“ – 2006 г.и 2007 г. Два документални филма за уникалното българско везбено изкуство;
- „Едно ново начало“ – 2007 г. Документален филм-очерк за доц. Паско Бакалов, преподавател по Геодезия в Университета по архитектура и геодезия;
- „Сеславска пролет“ – 2007 г. Документален филм за едноименния ежегоден фестивал, провеждан от НЧ“Пробуда“ – кв. Сеславци, гр. София;
- „Фундаментална теория на киното“ – 2007 г. Документален филм за проф. Неделчо Милев – член-кореспондент на БАН;
- „Боже, пази България!“ – 2007 г. Музикален филм за юбилейния концерт на Ваня Костова, по повод 50-годишнината ѝ;
- „Малката Света гора“ – 2007 г. Поетично-музикален филм за манастирите и храмовете в Годечкия край;
- „Метаморфози“ – 2007 г. Документален филм за откриване на едноименната живописна изложба на Сълзица Борисова, Зала „Дом на железничаря“, гр. Мездра;
- „Дядо Миньовия род“ – 2007 г. Документален филм за родовата среща на големия род от село Русаля, Община Павликени;
- „Мъртвите са живи“ – 2007 г. Документален филм за отбелязване на 30-годишнината от гибелта на поета, журналиста и фоторепортера Георги Заркин, политически затворник, убит в Пазарджишкия затвор през 1977 г.;
- „Осемнадесети симпозиум по скулптора в дърво – село Ясна поляна“– 2007 г., община Приморско;
- „Св. Николай Мирликийски Чудотворец“ – 2007 г. Художествен филм за едноименния храм в квартал Връбница, София;
- „Жива памет“ 2008 г. Филм-концерт на Тоня Борисова и ансамбъл „Мездра“;
- „Де е Българското“ – 2008 г. Документален филм за Третия национален фолклорен събор в Комплекса „Дядо Йоцо“, село Очин дол, община Мездра;
- „Люти дол – ЕКОСЕЛО“ – 2008 г. Туристическа презентация за село Люти дол, община Мездра;
- „Другански мистерии“ – 2008 г. Документален филм за сурвакарска група от село Друган, община Радомир;
- „Белият щъркел“ – 2008 г. Документален филм за едноименния фолклорен фестивал в село Мрамор, община Връбница, София.

## Участие в проекти
- От 1980 г. работи по програмата „Пътеки към душата на България“ – поредица от синкретични творчески изяви: художествени и фото изложби, спектакли, концерти, видео и DVD филми, TV и радиопредавания, посветени на България и единението на българите, реализирани в партньорство с български и чужди НПО, обществени организации и частни фирми;
- „Сълзица – за децата“ – 1995 г. 60 000 благотворителни картички с рисунки на Сълзица Борисова в подкрепа на нуждаещи се деца, съвместно с BBS Gallup International;
- „Приказка за Добротата“ – 4 издания на картинната книга на Сълзица Борисова с благотворителна цел (1996 г., 2 издания през 1999 г. и 2003 г.);
- „Приказка за Добротата“ – поредица от изложби „Сълзица и приятели“ с 12 художници от различни етноси. Партньор – Национален съвет по етническите и демографски въпроси към Министерски съвет (2002, 2004);
- Създаване на Световен Благотворителен Фонд „Сълзица“, чрез мултипликация на художествени и интелектуални продукти, чиито автори са даровити деца и младежи, без оглед на етническа и религиозна принадлежност (от 2002 г.);
- Проект „„Приказка за Добротата“ – в цял свят” – многоезично издание и компютърна версия на едноименната книга в полза на деца и младежи от цял свят, пострадали от природни бедствия и войни. Разработен и подаден в Министерство на културата;
- Проект – Допълнителна целева субсидия за 2007 г. на НЧ ”Пробуда” – кв. Сеславци за извършване на ремонт на сградата и закупуване на компютър. Спечелен;
- Проект „Финансова подкрепа за обновяване и обогатяване на библиотечния фонд на Читалищна библиотека към НЧ „Пробуда“, кв. Сеславци“. Спечелен през 2007 г.;
- Проект за изследване на автентичен фолклор към НФК: „Сеславски обредни практики и ритуали с благослов за берекет“ 2007 г.;
- Проект „Ела, Боже, да повечераме!“ – изследване на коледни обичаи, песни и вярвания от Сеславци, 2007 г. Проектът е към Отдел „Култура, Столична Община“;
- Проект „Народен събор Сеславски благослов за берекет“ – Проект към Отдел „Култура, Столична Община“.

## Награди
Тоня Борисова е носителка на литературни и филмови награди от международни и национални поетични конкурси и кинофестивали: 
- Златен медал за отличен успех от ВТУ „Св. св. Кирил и Методий“ – Велико Търново;
- Златни медали от фестивали на художествената самодейност;
- Втора награда за патриотична поезия, конкурс „Св. Геогри Победоносец“ – 2000 г.;
- Втора награда от конкурса за детска поезия „Стоян Дринов“ – 2003 г.;
- Голямата награда на Международен Фолклорен Фестивал „Еврофолк – песни на три граници’ 2006“ – Свиленград;
- Награда за сценариите на филмите: „До коляното на Господ“ и „Дар от Сълзица“ от Международния филмов фестивал БАЛФЕСТ – Пловдив, 2008 г.;
- Почетен диплом за сценария на филма „Чудодейна Еньова китка, Мария“ – Балфест-2009 г.;
- Награда за най-хуманни послания в авторския художествен филм „Жива Памет“, БАЛФЕСТ, 2011 г.;
- Почетен знак-медал „За хората с добри сърца“. Удостоена през 2008 г. от Фондация „Помогни на нуждаещите се“, Пловдив, за личен принос при възпитанието на младите поколения на България в дух на патриотизъм, хуманизъм и гражданско достойнство;
- Грамоти и награди от Международния литературен конкурс за художествени преводи „Стихове.ru“;
- „Пазител на традициите“, 2012 г. – онлайн победител в общобългарската класация на А.Р.И.З. – 7;
- Почетен медал на Фондация „Васил Левски – Дякона, 2016 г. – за изключителни заслуги във възпитанието на младите поколения в дух на патриотизъм;
- Почетен плакет на Община Панагюрище – 2016 г.;
- Званието „Достолепен Българин“ получава през 2017 г. за значим принос в укрепването на Общобългарската общност;
- Годишна награда от Конфедерацията на българските писатели за сценично пресъздаване на поетични книги като моноспектакли. 2017 г.

## Членства
Председател на фондация „Сълзица за Вас“ от учредяването до прекратяване на дейността ѝ през 2010 г.
Членува в множество клубове и сдружения:
- „Приятели на Индонезия“;
- „Българо-холандско дружество“;
- „Виенски клуб“;
- Член на Съюза на независимите български писатели до 2004 г.;
- „Мюзикаутор“;
- „Мати Болгария“;
- „Родолюбец“;
- Фондация „Люмиер“;
- Екосдружение „Връбница-Надежда“;
- Член на Конфедерацията на българските писатели;
- Почетен член на Съюза на чувашките писатели и Всерусийския журналистически съюз;
- Член на Историко-културния фонд „Волжка Болгария“ – Чувашия;
- Член на Международната Академия по българознание, иновации и култура – МАБИК към Организацията на обединените българи – ООБ;
- Директор направление „Литература“ към Международната асоциация за българско изкуство по света МАБИС;
- Включена е в електронната енциклопедия „Паметта на българите“.

През ноември 2017 г. Тоня Борисова отбеляза 50 години сценична дейност.